# You Don't Know What to Do
You Don't Know What to Do è un singolo della cantautrice statunitense Mariah Carey, pubblicato nel 2014 ed estratto dal suo quattordicesimo album in studio Me. I Am Mariah... The Elusive Chanteuse.
Il brano vede la partecipazione del rapper Wale ed è stato scritto da Mariah Carey, Jermaine Dupri, Bryan-Michael Cox, Olubowale Akintimehin (Wale), Patrick Adams e Terri Gonzalez. Questi ultimi due autori sono accreditati, tuttavia, in quanto il brano contiene interpolazioni con I'm Caught Up in a One Night Affair, canzone scritta appunto da Adams e Gonzalez.

## Tracce
- Radio airplay

1. You Don't Know What to Do – 4:46